# Retamoïdenstruweel

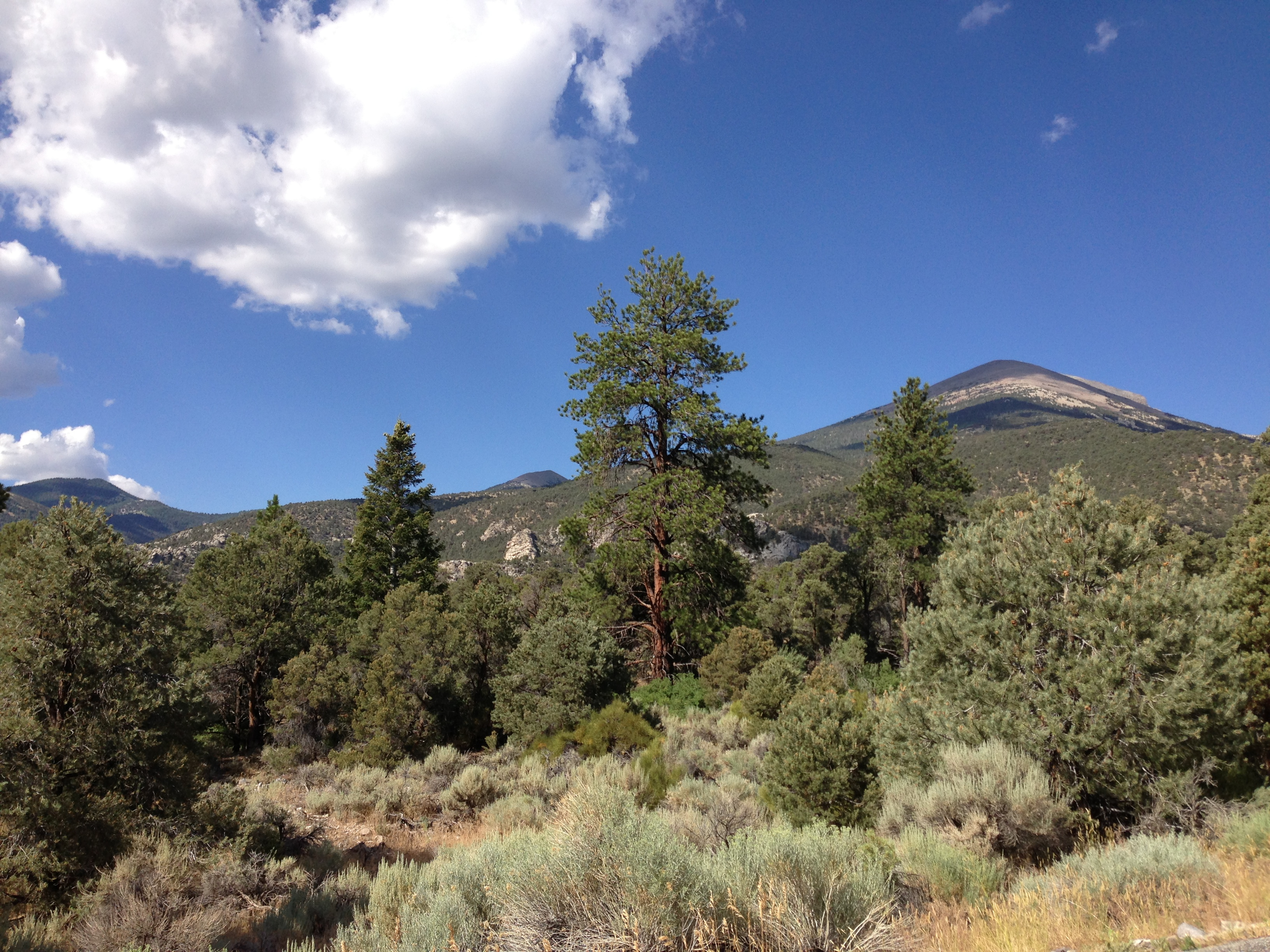
Retamoïdenstruweel (op de voorgrond) in contact met naaldstruweel/naaldbos.

Een retamoïdenstruweel is een specifiek type sclerofyl struweel waarin retamoïde struiken de fysiognomie bepalen. Retamoïdenstruwelen worden vaak naast loofstruwelen en naaldstruwelen als apart type struweelformatie onderscheiden omdat zij (op basis van hun fysiognomie) moeilijk bij een van de twee voornoemde hoofdgroepen zijn in te indelen. Het zwaartepunt van het verspreidingsgebied van de retamoïdenstruwelen ligt in het subtropisch klimaat.

## Retamoïdenstruwelen in Nederland
Retamoïdenstruwelen zijn in Nederland vrij zeldzaam en floristisch doorgaans fragmentair ontwikkeld; ze zij bereiken alhier de noordgrens van hun verspreidingsgebied. Syntaxonomisch gezien worden de retamoïdenstruwelen in Nederland uitsluitend vertegenwoordigd door de klasse van brem- en gaspeldoornstruwelen.

Retamoïdenstruweel
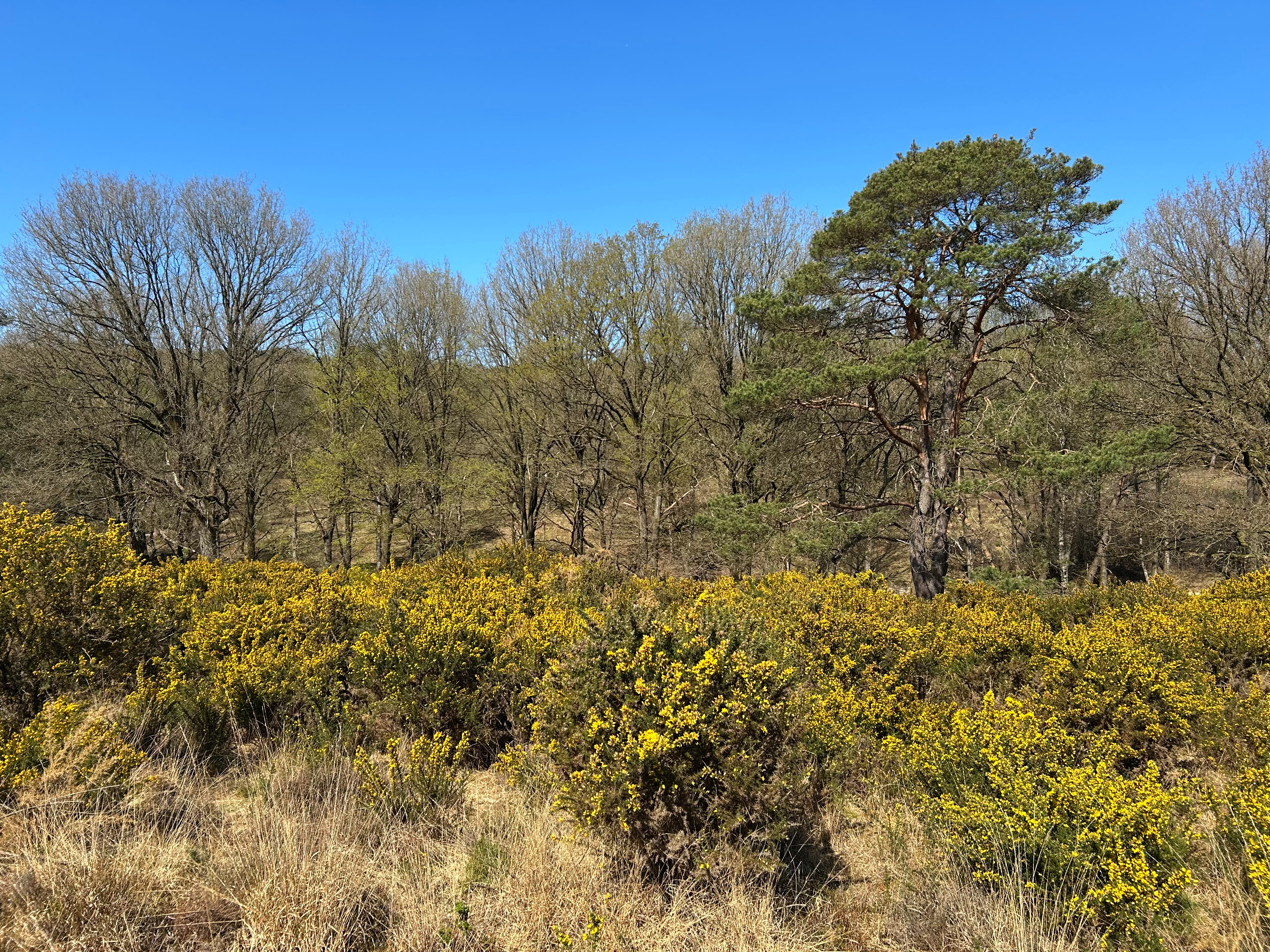
De associatie van gaspeldoorn en sporkehout
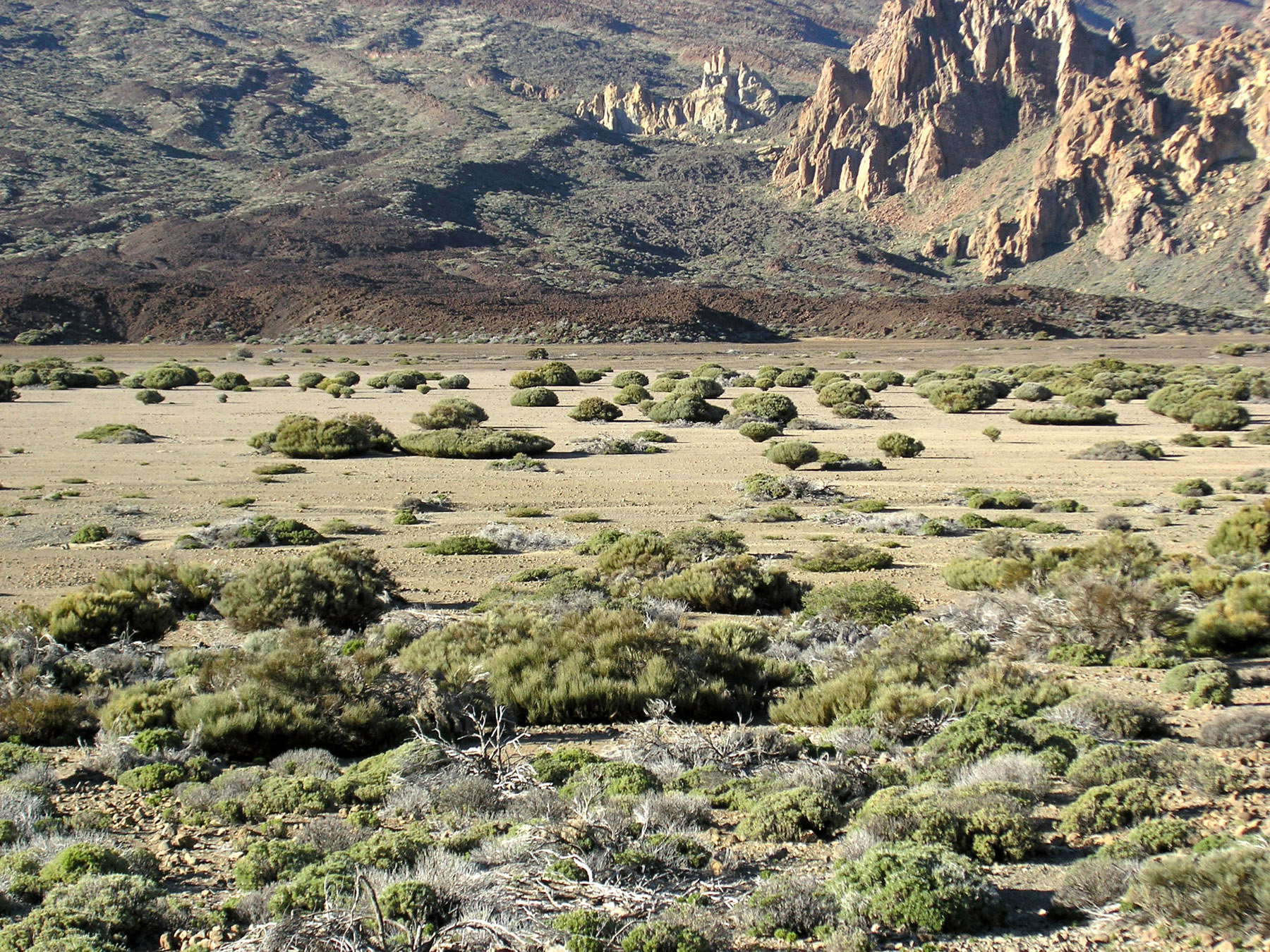
Teide National Park
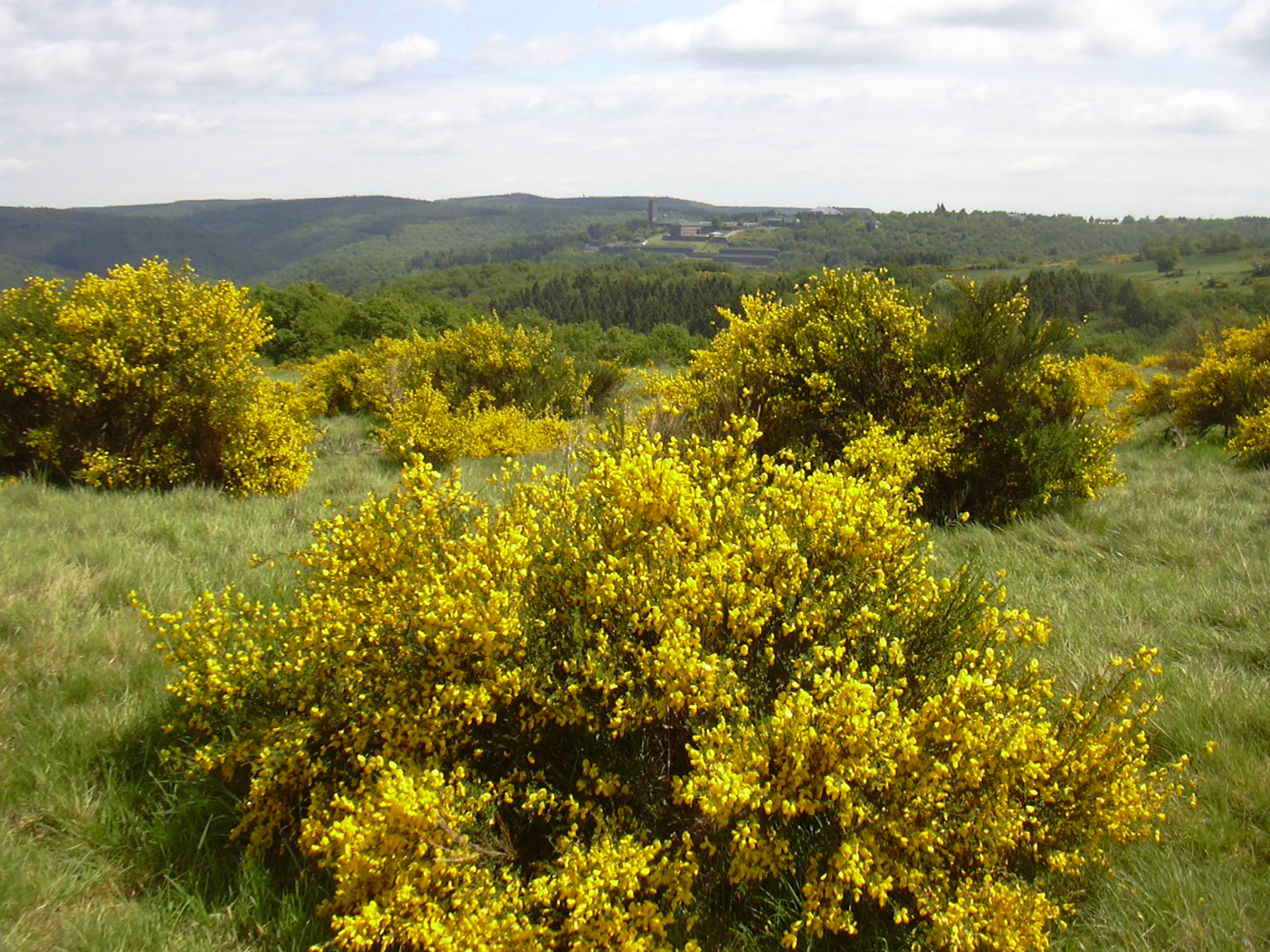
Dreiborner Hochfläche, Luxemburg
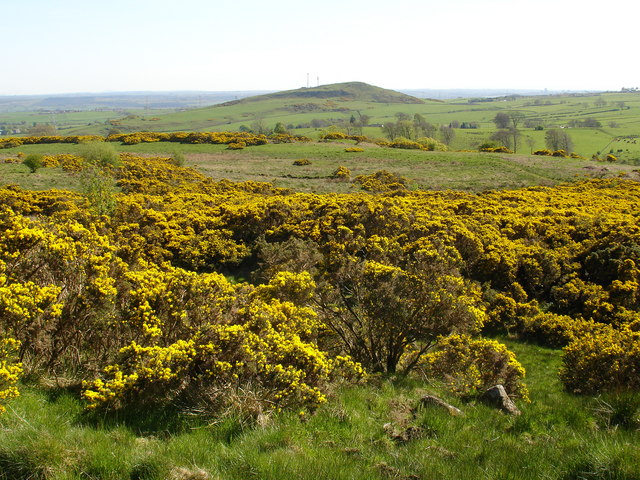
Gorse Bushes en Myot Hill